# جيرالد بفيفير
جيرالد بفيفير (مواليد 23 مايو 1960) هو مبارز بالسيف سويسري، مثّل بلاده في الألعاب الأولمبية الصيفية 1988.

## روابط رياضية
جيرالد بفيفير على موقع أوليمبيديا (الإنجليزية)